# 성의 원칙
성의 원칙 또는 캐슬 독트린(영어: castle doctrine 또는 castle law 또는 defence of habitation law)은 보통법에 근거를 가진 미국의 형법상의 원칙이다. 모든 사람에게는 자신만의 성(castle), 즉 보호구역이 있고 그곳에 침입해 자신을 위협하는 자에게는 무기를 사용해 대응해도 된다는 원칙이다. 침입자에 대한 정당방위로 침입자의 사망이라는 결과가 발생한다 하더라도 별다른 요건을 요하지 않는 점에 특색이 있다.
이를 기초로 한 캘리포니아주의 '스탠드 유어 그라운드' 법 (stand-your-ground law)으로 인해 사망한 트레이본 마틴 사건으로 인종차별 논의가 촉발되었다.

## 같이 보기
- 핫토리 요시히로 사살 사건
- 불법침입인
- 스탠드 유어 그라운드 법
- 트레이번 마틴 피살 사건